# (4937) Lintott
(4937) Lintott – planetoida z pasa głównego asteroid okrążająca Słońce w ciągu 4 lat i 69 dni w średniej odległości 2,59 j.a. Została odkryta 1 lutego 1986 roku w Europejskim Obserwatorium Południowym przez Henriego Debehogne. Nazwa planetoidy pochodzi od Chrisa Lintotta (ur. 1980), młodszego asystenta na Uniwersytecie Oksford, od 2004 roku współprowadzącego comiesięcznego astronomicznego programu telewizji BBC The Sky at Night. Nazwa została zasugerowana przez P. Moore'a. Przed nadaniem nazwy planetoida nosiła oznaczenie tymczasowe (4937) 1986 CL1.